# (911) Агамемнон
(911) Агаме́мнон (др.-греч. Αγαμέμνονας) — троянский астероид Юпитера, двигающийся в точке Лагранжа L4, в 60° впереди планеты, принадлежащий к редкому спектральному классу D. Он был открыт 19 марта 1919 года немецким астрономом Карлом Рейнмутом в обсерватории Хайдельберга и назван в честь Агамемнона, микенского царя, одного из главнейших героев «Илиады» Гомера.
Агамемнон движется, следуя орбите Юпитера, под заметным наклоном (более 21°), опережая планету почти на два Юлианских года. Как и у других троянцев Юпитера, период обращения обоих небесных тел вокруг Солнца почти совпадает. Агамемнон делает полный оборот за 12,06 лет, что приблизительно на 73 дня больше периода обращения Юпитера.
Особенности орбитальных характеристик астероида позволяют учёным предполагать, что нынешняя траектория движения Агамемнона сформировалась под воздействием Юпитера, гравитация которого и сейчас оказывает существенное влияние на астероид.
Агамемнон — второй по размерам и яркости троянец, после Гектора.